# Geert Lovink
Geert Lovink (1959, Amsterdã), é um professor da European Graduate School, ativista e teórico da mídia neerlandês. Possui um Ph.D. da Universidade de Melbourne e fez parte da Fundação para o Progresso do Conhecimento Ilegal (Adilkno).

## Obras
- Uncanny Networks: Dialogues With the Virtual Intelligentsia (com Joel Slayton e Roger F Malina). MIT Press, 2002. ISBN 0262621878
- Dark Fiber: Tracking Critical Internet Culture. MIT Press, 2002. ISBN 0262621800
- Incommunicado reader (Geert Lovink e Soenke Zehle, eds.). Institute of Network Cultures, 2005. ISBN 907814601X
- Reformatting Politics: Information Technology And Global Civil Society (com Jon W. Anderson e Jodi Dean). Routledge, 2006. ISBN 0415952972

Tradução
- Extinção da Internet. Traduzido por Dafne Melo. São Paulo: Editora Funilaria. 2023. 93 páginas. ISBN 978-65-84735-30-9

## Ligações externas

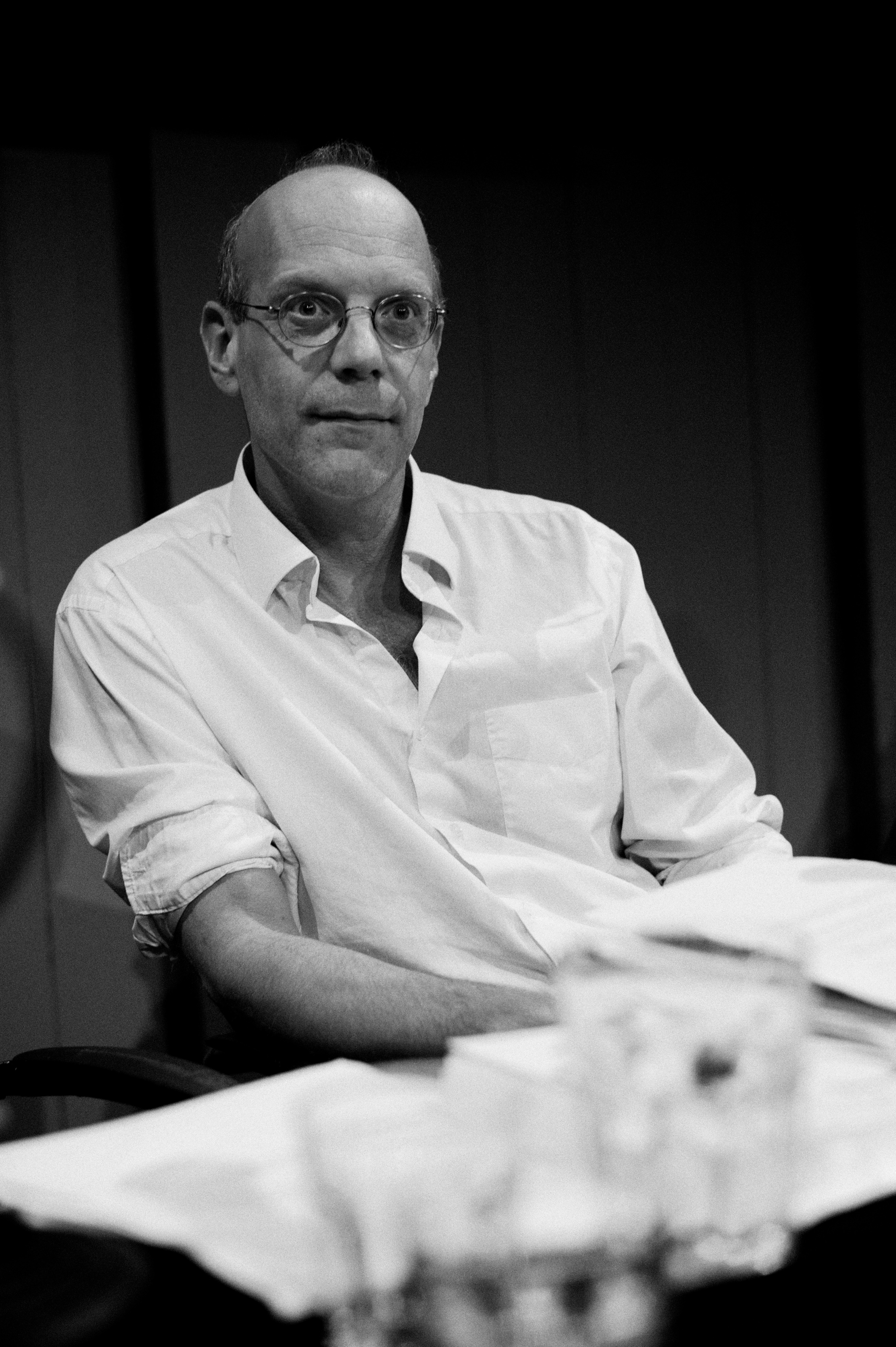
Geert Lovink